# Albrecht von Hohenlohe
Albrecht II von Hohenlohe (mort le 27 juin 1372 à Wurtzbourg) est évêque de Wurtzbourg de 1345 à sa mort.

## Biographie
Albrecht II vient d'une famille aristocratique de Souabe-Franconie. Son frère Friedrich est prince-évêque de Bamberg ; Gottfried von Hohenlohe fait partie du chapitre de Wurtzbourg de 1314 à 1322. Son père est Albrecht von Hohenlohe.
Albrecht II est élu comme évêque en 1345 à l'unanimité par le chapitre et par le métropolite de Mayence, représentant après la suspension de l'archevêque Henri III de Virnebourg. Le pape d'Avignon Clément VI soutient Albert von Hohenberg pour succéder à Otto von Wolfskeel. Albert von Hohenberg envoie des agents pour s'imposer à Würzburg, mais échoue. Contrairement à l'affirmation de Lorenz Fries (de), il semble n'être jamais venu dans la ville bavaroise. En 1349, Hohenberg devient évêque de Freising.
Malgré la Landfrieden (de) renouvelée, Albrecht et Gottfried von Hohenlohe ainsi que le burgrave Jean II de Nuremberg interviennent en Suisse franconienne, détenue par les Schlüsselberg. Konrad II von Schlüsselberg (de) tient un siège depuis le château de Neideck (de) puis meurt en 1347 par le lancer d'un trébuchet. Une part importante de l'héritage de Schlüsselberg devient les propriétés des évêchés de Bamberg et de Wurtzbourg.
En 1347, on accuse les Juifs d'empoisonner les puits et de propager la peste. En 1349, ceux de Würzburg sont victimes des persécutions, l'évêque aurait condamné ceux de Meiningen au bûcher. Sur le lieu de la synagogue, on bâtit la chapelle Sainte-Marie. La peste revient en 1350, en 1356 et en 1363.
La relation avec le pape Innocent VI est fortement affectée par la dispute autour de Jean Guilaberti. Ce dernier devait succéder à la prébende à Wolfram Schenk von Rossberg mort en 1354, cependant ses agents sont retrouvés noyés dans le Main le 28 mars 1357. On accuse l'évêque et son entourage. Ils sont convoqués à un procès, mais ne s'y rendent pas. Le cardinal et archevêque de Rouen Pierre de La Forest est envoyé en Bavière pour mener une enquête. Il est alors harcelé. Le conflit prend fin lorsque le clerc français récupère la prébende. D'août 1366 à décembre 1367, l'évêque et le chapitre sont suspendus et excommuniés pour d'autres différends. En 1366, le diocèse est fortement endetté et les nombreuses promesses d'Albrecht ne convainquent pas.

## Source, notes et références
- (de) Cet article est partiellement ou en totalité issu de l’article de Wikipédia en allemand intitulé « Albrecht II. von Hohenlohe » (voir la liste des auteurs).